# Freiger See
Der Freiger See, auch Freigersee geschrieben, ist ein See in einem Hochtal der Stubaier Alpen auf einer Höhe von 2494 m ü. A. knapp 800 Meter nördlich der Grenze zum italienischen Südtirol.
Der Name stammt vom im Westsüdwesten aufragenden Wilden und dem Aperen Freiger über einem Nachbartal.
Das Einzugsgebiet des Freiger Sees umfasst das Gebiet zwischen einem nordwärts von dieser auslaufendem Grat im Osten, der Hohen Wand im Süden, dem Roten Grat im Südwesten und einem von diesem insgesamt nordwärts abzweigenden Grat vor dem obersten Langentalbach im Westen. Darin liegt ein Teil des Grüblferners. Der See entwässert über den Langentalbach im Langental ins Stubaital.
Der See ist von österreichischer Seite erreichbar über die Nürnberger Hütte.